# Smučanje prostega sloga na Zimskih olimpijskih igrah 1998
Tekmovanja v smučanju prostega sloga na XVIII. zimskih olimpijskih igrah so potekala v Iizuni. 

## Moški

### Skoki
Kvalifikacije so potekale 16. ter finale 18. februarja.
Miha Gale je v kvalifikacijah končal na 22. mestu, kar ni bilo dovolj za finale.
| Medalja | Tekmovalec              | Točke  |
| Zlato   | Eric Bergoust (ZDA)     | 255,64 |
| Srebro  | Sébastien Foucras (FRA) | 248,79 |
| Bron    | Dimitrij Dašinski (BLR) | 240,79 |
| ...     |                         |        |
| 22.     | Miha Gale (SLO)         | 154,68 |

### Grbine
Kvalifikacijsko tekmovanje je potekalo 8., finalno 11. februarja.
| Medalja | Tekmovalec          | Točke |
| Zlato   | Jonny Moseley (ZDA) | 26,93 |
| Srebro  | Janne Lahtela (FIN) | 26,00 |
| Bron    | Sami Mustonen (FIN) | 25,76 |

## Ženske

### Skoki
Kvalifikacijski skoki so potekali 16. in finali 18. februarja.
| Medalja | Tekmovalka          | Točke  |
| Zlato   | Nikki Stone (ZDA)   | 193,00 |
| Srebro  | Xu Nannan (KIT)     | 186,97 |
| Bron    | Colette Brand (ŠVI) | 171,83 |

### Grbine
Kvalifikacije so bile 8. in finale 11. februarja.
| Medalja | Tekmovalka                | Točke |
| Zlato   | Tae Satoya (JPN)          | 25,06 |
| Srebro  | Tatjana Mittermayer (NEM) | 24,62 |
| Bron    | Kari Traa (NOR)           | 24,09 |